# Wagner (tøjbutikskæde)
 For alternative betydninger, se Wagner (flertydig). (Se også artikler, som begynder med Wagner)
Wagner er en dansk butikskæde, der forhandler herretøj.
Kæden blev grundlagt i 1946 i Aalborg af Richard Wagner Pedersen. Kæden er i dag ejet af PWT Group.
I 2000 begyndte Wagner at åbne forretninger i resten Skandinavien og kæden har tidligere haft over 100 butikker i hele Skandinavien[kilde mangler], men antallet af butikker var ved udgangen af 2020 skåret ned til 36 butikker, hvoraf de 24 er placeret i Danmark.
Tidligere var størstedelen af Wagner´s udvalg fremstillet i Danmark, men produktionen er i stigende grad flyttet ud af landet.
Wagner sælger bl.a. blazere og habitter samt forskellige sports- og arbejdstøj.